# Bjorken-Skalierung
Bjorken-Skalierung (nach J. Bjorken, der sie 1969 einführte) bezeichnet in der Physik eine Abhängigkeit der Strukturfunktionen bei tief inelastischer Streuung (z. B. von Elektron und Proton) von nur einer kinematischen Größe.
Eigentlich wird bei inelastischer Streuung eine Abhängigkeit von zwei unabhängigen kinematischen Variablen erwartet; diese tritt jedoch aufgrund der inneren Struktur des Protons nicht auf, da effektiv an einzelnen Quarks gestreut wird (quasielastische Streuung am Quark).
Die Entdeckung dieses Skalenverhaltens in den späten 1960er und 1970er Jahren war ein deutlicher Hinweis auf punktförmige Objekte im Nukleon, was zur Entwicklung des Partonmodells führte.

## Mathematische Formulierung
Für inelastische Elektron-Proton Streuung kann der Wirkungsquerschnitt allgemein mit den Strukturfunktionen {\displaystyle W_{1},W_{2}} geschrieben werden als:
{\displaystyle {\frac {\mathrm {d} ^{2}\sigma }{\mathrm {d} \Omega \,\mathrm {d} E^{\prime }}}=\left({\frac {\mathrm {d} \sigma }{\mathrm {d} \Omega }}\right)_{\text{Mott}}\left[2W_{1}(Q^{2},\nu )\,\tan ^{2}(\theta /2)+W_{2}(Q^{2},\nu )\right]}.
Dabei ist
- {\displaystyle \left({\tfrac {\mathrm {d} \sigma }{\mathrm {d} \Omega }}\right)_{\text{Mott}}}der Mott-Wirkungsquerschnitt
- {\displaystyle Q^{2}=-q^{2}=(p_{\mathrm {e} }-p_{\mathrm {e} }^{\prime })^{2}} der (Vierer-)Impulsübertrag
  - {\displaystyle p_{\mathrm {e} }} der Elektron-Impuls
- {\displaystyle \nu ={\tfrac {Pq}{M}}=E_{\text{Labor}}-E_{\text{Labor}}^{\prime }} der Energieübertrag
  - {\displaystyle P} der Viererimpuls des Targets (z. B. eines Protons)
  - {\displaystyle M} die Masse des Targets; bei Streuung an Atomkernen verwendet man die Masse des Protons
- {\displaystyle \theta } der Streuwinkel.

Im elastischen Fall
{\displaystyle {\frac {\mathrm {d} \sigma }{\mathrm {d} \Omega }}=\left({\frac {\mathrm {d} \sigma }{\mathrm {d} \Omega }}\right)_{\text{Mott}}{\frac {E^{\prime }}{E}}\left[2K_{1}\sin ^{2}(\theta /2)+K_{2}\cos ^{2}(\theta /2)\right]}
hängen die Strukturfunktionen {\displaystyle K_{1},K_{2}} nur von einer Variablen ab.
Die Variable {\displaystyle x_{\text{Bjorken}}\equiv x=-{\tfrac {q^{2}}{2qP}}=-{\tfrac {q^{2}}{2\nu M}}} kann anstatt von {\displaystyle \nu } oder {\displaystyle Q^{2}} auch als unabhängige Variable verwendet werden. Sie gibt im Quarkmodell den Impulsbruchteil {\displaystyle xP} eines Quarks im Proton an.
James Bjorken sagte voraus, dass bei hohen Energien sich die Strukturfunktionen verhalten wie
{\displaystyle MW_{1}(q^{2},x)\rightarrow F_{1}(x)}
{\displaystyle {\frac {-q^{2}}{2Mc^{2}x}}W_{2}(q^{2},x)\rightarrow F_{2}(x)},
also nur von einer Variablen {\displaystyle x=x_{\text{Bjorken}}} abhängen. Dieses Verhalten, mit der Abhängigkeit von nur einer Variablen, wird als Bjorken-Skalierung bezeichnet.

## Skalenverletzung
Bei extremen Werten von {\displaystyle x} tritt durch eine Abhängigkeit der Strukturfunktion {\displaystyle F_{2}} von {\displaystyle Q^{2}} Skalenverletzung auf:
- bei kleinen {\displaystyle x} steigt {\displaystyle F_{2}} mit (steigendem) {\displaystyle Q^{2}}
- bei großen {\displaystyle x} fällt {\displaystyle F_{2}} mit (steigendem) {\displaystyle Q^{2}}.

Dies ist darauf zurückzuführen, wie  die Strukturfunktionen des Protons von der Energieskala abhängen:
- bei kleinen {\displaystyle x} steigt der relative Anteil an Seequarks und Gluonen bei großen {\displaystyle Q^{2}}
- bei großen {\displaystyle x} nimmt der relative Anteil der Valenzquarks bei großen {\displaystyle Q^{2}} ab.